# Henri Montois
Henri Montois est un architecte fonctionnaliste belge né à Tournai en 1920 et mort en 2009.

## Biographie
Henri Montois est le fils du sculpteur tournaisien Charles Montois.
Ce dernier habite avec sa famille dans l'école Saint-Luc où il enseigne. Henri Montois passe donc son enfance dans l'école où il acquerra par la suite sa formation d'architecte.
En 1943, porteur d'un diplôme d'architecte, il gagne Bruxelles où il devient stagiaire chez Jean-Jules Eggericx puis chez Yvan Blomme avant de s'associer en 1947 avec son condisciple Robert Courtois.
Sa carrière se déroula « en nom propre de 1947 à 1979 (avec l'architecte Robert Courtois jusqu'en 1959) et en société à partir de 1980 sous le nom Bureau d'architecture Henri Montois ». Avec Robert Courtois, il réalise des bâtiments commerciaux et des immeubles d’entreprise.  Le pavillon des transports qu’ils ont conçu pour l’exposition universelle de 1958 obtient le prix Reynolds décerné par l’American Institute of Architecture pour sa contribution exceptionnelle à l’utilisation esthétique et structurelle de l’aluminium en architecture. Pour se faire connaître, Henri Montois n’hésite pas à participer à de nombreux concours, obtient des distinctions mais concrétise assez peu ses projets primés.  A force de tirer sur tout ce qui bouge, il finit par se faire connaître et obtenir d’importantes commandes, y compris à l’étranger.
À la création de son propre bureau, au début des années 1960, il montre une nette prédilection pour les immeubles en hauteur et les grands ensembles qu’il ne renie pas aujourd’hui : Les tours exprimaient le consensus de la société autour du progrès technologique (…) Symboliquement, Bruxelles se devait d’avoir des tours.  C’est lui qui construit le centre de recherche du groupe Solvay à Neder-Over-Heembeek, la tour du cadastre au Jardin Botanique, l’hôtel Hilton ou la tour Bleue de l'avenue Louise, qui a sa préférence.
Dans le domaine des infrastructures hospitalières ensuite, il gagne des galons qui en font rapidement une référence incontournable.  Après avoir construit un des plus anciens immeubles du site de Louvain-en-Woluwe, l’Ecole de santé publique, il est appelé à dessiner le plan d’aménagement complet du site avant de diriger la construction du célèbre hôpital universitaire Saint-Luc, qui inspirera la construction de plusieurs infrastructures du même type dans le pays, et de locaux universitaires.  Dans la foulée, il équipe de nombreux bâtiments des facultés des sciences et de médecine de l’ULB et construit l’hôpital de la Citadelle à Liège.

## Démarche architecturale
Fonctionnaliste jusqu’au bout des ongles, Henri Montois répond avec scrupules aux programmes qu'on lui impose en utilisant un style hors des modes, une ligne simple et épurée.  Il revendique une filiation à Henry Van de Velde et Le Corbusier.  Comme eux, il se dit tourné vers l’avenir et affirme fonder sa démarche architecturale sur une réflexion philosophique. 
On ne manquera pas de souligner ici son rôle de précurseur, lui qui annonce déjà les tours postmodernes en verre bleu avec l'immeuble « Louise / Claus » édifié en 1974 et la « Blue Tower » de l'avenue Louise (anciennement « tour S.A.I.F.I. ») réalisée en 1976, soit avant que Jacqmain ne lance le  postmodernisme en Belgique.

## Œuvre

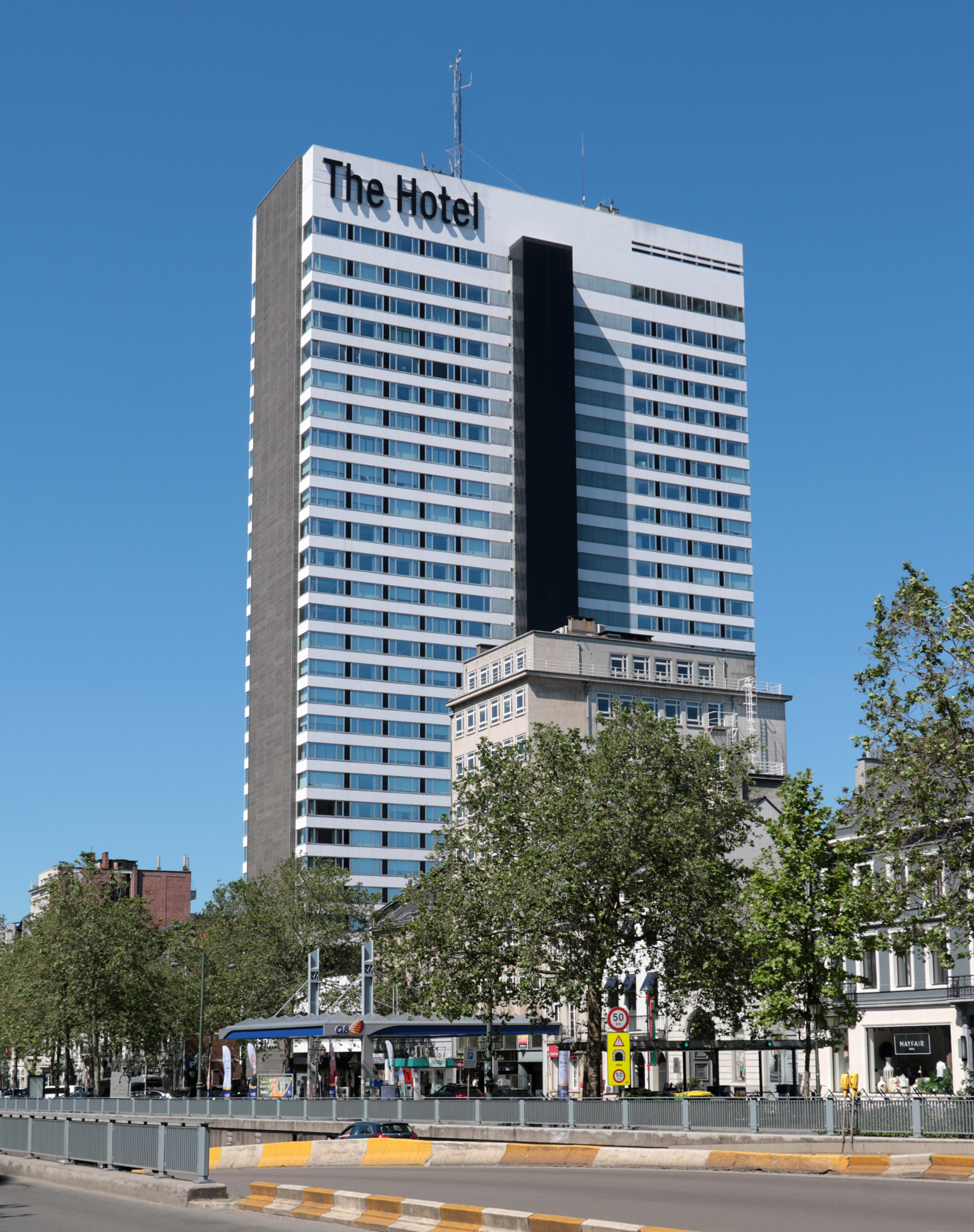
The Hotel (Brussels Hilton).

La première partie de la carrière de Montois fut consacrée au style fonctionnaliste. 
Il réalisa plusieurs bâtiments qui ont marqué le paysage bruxellois, comme le « Botanic Building », le Brussels Hilton, l'hôpital Saint-Luc et la « Blue Tower ».
À partir du milieu des années 1980, il réorienta résolument le style du bureau Montois vers le postmodernisme.

### Réalisations de style fonctionnaliste
- 1954 Maison Montois, avenue A. Huysmans 198 à Bruxelles (avec Robert Courtois)
- 1956 Maison Prigogyne, avenue A. Huysmans 179 à Bruxelles (avec Robert Courtois)
- 1957 Villa Dewit, avenue ten Horen 13 à Bruxelles (avec Robert Courtois)
- 1957 Usine Trois Suisses (Tournai)
- 1963-1967 Brussels Hilton, boulevard de Waterloo 38 à Bruxelles (E. Gran et Henri Montois)[3], devenu The Hotel
- 1965 « Botanic Building », boulevard Saint-Lazare 4-10 à Saint-Josse-ten-Noode (Bruxelle)s (rénové en style postmoderne en 2004-2006 par l'Atelier d'architecture de Genval)
- 1967-1976 Faculté de Médecine de l'UCL et Hôpital Saint-Luc, Woluwe-Saint-Lambert[4]
- 1971 Faculté de Médecine de l'ULB (building D), rue Evers 2-4 à Bruxelles (avec Michel Boelens)
- 1974 Ancien siège de Fina, rue de la Science 37 à Bruxelles
- 1974 Ancien siège de CFE, square Frère-Orban 10
- 1974 « Louise / Claus », avenue Louise 489 à Bruxelles
- 1974-1976 Faculté des Sciences de l'ULB, campus de la Plaine, boulevard du Triomphe 1 à Bruxelles

bâtiments des départements de chimie, pharmacie, mathématiques, physique
- 1976 « Blue Tower » (anciennement « tour S.A.I.F.I. »), avenue Louise 326 à Bruxelles
- 1978 Centre hospitalier régional de la Citadelle, boulevard du XIIe de Ligne 1 à Liège

### Réalisations de style postmoderne
- 1986 « Orban 8-9 », square Frère-Orban, 8-9 (architectes Montois, Kowal, Vink)
- 1988 Office de Contrôle des Assurances (OCA), rue Cortenbergh 61 (architectes Montois, Kowal, Konior, Denis, Vink)
- 1988 « Joseph II 12-16 », rue Joseph II 12-16 (architectes Montois, Kowal, Konior, Denis, Mathieu)